# Stenocereus griseus
Espèce
Statut de conservation UICN

 LC  : Préoccupation mineure
Statut CITES
Stenocereus griseus est une espèce de cactus columnaire.

## Distribution

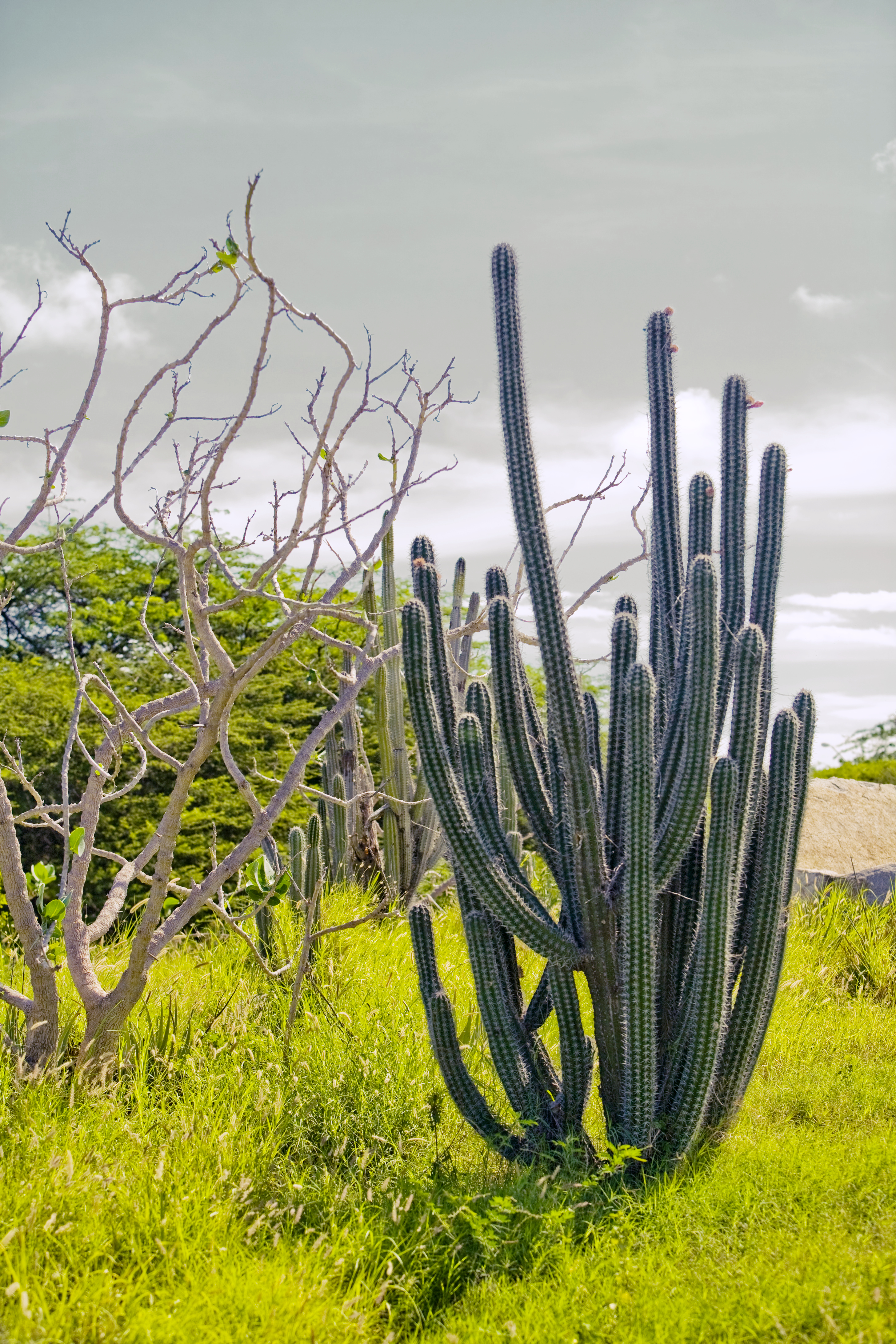
Stenocereus griseus à Aruba.

L'espèce se rencontre au Mexique (États de Oaxaca et de Veracruz), sur la côte vénézuélienne, dans la péninsule de La Guajira et dans les îles antillaises d'Aruba, Bonaire et Curaçao.